# 2012년 시카고 회담

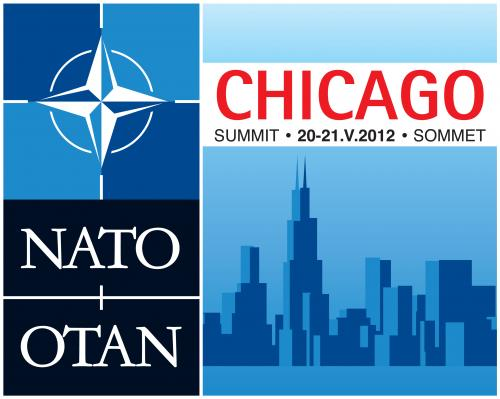

2012년 시카고 회담은 북대서양 조약 기구의 국가 수반들이 모인 회담으로 2012년 5월 20일부터 21일까지 일리노이주 시카고에서 열렸다. 이 회담은 미국의 수도인 워싱턴 D.C. 바깥의 도시에 처음으로 열린 NATO 회담이다. 회담은 제38차 G8 회담 이후 시카고에서 동시에 열릴 예정이었으나 G8 회담이 캠프 데이비드에서 열리는 것으로 재조정되었다.

## 주요 의제
이전 회담는 포르투갈의 2010년 리스본 회담에서 열렸다. 시카고 회담은 아랍의 봄, 리비아 내전과 2000년대 후반 금융위기, 아프가니스탄에서의 NATO 임무 전환, 유럽 미사일 방호체계와 같은 최근의 안보 및 경제 상황에 대한 논의를 주제로 삼았으며 이에 대한 해결책을 강구하는 것을 주요 방향으로 삼았다.

### 중동
NATO는 중동에 대한 우려를 구체적인 결의안으로 제작할 계획이었다. 논의할 주제는 이란과의 분쟁을 비롯한 역내 반군에 대한 군사적 지원을 포함하는 것이었다. 북대서양 조약 기구는 호르무즈 해협과 같은 특정 지역에 대한 방어 계획도 수립 중에 있다.

### 핵무기
NATO'의 사무총장인 라스무센은 탄도미사일 방호에 대한 논의도 진행 중이라고 밝혔다. 이는 미국과 러시아 사이의 상호 파괴적 균형을 대체할 것이지만, NATO 회원국을 이란이나 북한의 미사일 공격으로부터 보호하기에는 이르다는 것이 문제였다. 수 년전부터 NATO 회원국과 미국은 러시아가 이란의 미사일 프로그램에 대해 협력을 제한하지 않으면 방호 체계가 필요할 것이라고 내다보았다. 라스무센은 미사일 방호 체계에 대한 시험이 2012년 4월 성공적으로 수행되었다는 것과 시카고 회담에서 방호체계 수용력에 대한 세부사항을 언급할 것이라고 선언했다. 이러한 위치는 리스본 회담 이래로 변화되었으며, 리스본 회담에서 NATO 회원국들은 제지 및 방어 태세 점검의 창설의 지시했었다.
미국은 유럽에 위치한 전략적 핵무기를 180도 향상시킬 계획이 있었다. 이러한 향상은 미사일에 대한 유도 체계를 향상하여 목표를 더욱 정밀하게 공격할 수 있다고 판단했다.
러시아는 시카고 회담에서 합의된 핵 정책에 대해 NATO 회원국들에게 국제법 원칙에 대한 지지를 선언해 줄 것을 요구했다. 러시아는 9K720 이스칸데르를 사용함으로써 NATO의 방어체계의 운용에 맞서 이에 대한 응징을 하거나 유럽의 무기 거점을 공격할 것이라고 선언했다. 하지만 전문가들은 러시아가 거점을 공격해 미국 및 NATO 동맹국들과 전쟁을 감수할 수 없을 것이라고 평가했다.